# Somonauk
Somonauk est un village situé dans les comtés de DeKalb et LaSalle, dans l’État d’Illinois, aux États-Unis. Lors du recensement de 2010, sa population s’élevait à 1 893 habitants.

## Source
- (en) Cet article est partiellement ou en totalité issu de l’article de Wikipédia en anglais intitulé « Somonauk, Illinois » (voir la liste des auteurs).